# Gare de Bricon
La gare de Bricon est une gare ferroviaire française des lignes de Paris-Est à Mulhouse-Ville et de Bricon à Châtillon-sur-Seine. Elle est située sur le territoire de la commune de Bricon, dans le département de la Haute-Marne, en région Grand Est.
Elle est mise en service en 1857 par la Compagnie des chemins de fer de l'Est. C'est une gare de la Société nationale des chemins de fer français (SNCF), utilisée uniquement pour le service des marchandises, le service des voyageurs est fermé depuis 1997.

## Situation ferroviaire
Établie à 259 mètres d'altitude, la gare de Bricon est située au point kilométrique (PK) 249,530 de la ligne de Paris-Est à Mulhouse-Ville, entre les gares de Maranville (fermée) et de Chaumont, s'intercale la halte de Villiers-le-Sec (fermée).
Gare de bifurcation, elle est l'origine au PK 0,00 de la ligne de Bricon à Châtillon-sur-Seine, avant la gare de Châteauvillain (fermée).

## Histoire

### Gare de la Compagnie de l'Est (1957-1938)
La station de Bricon est mise en service le 25 avril 1857 par la Compagnie des chemins de fer de l'Est, lorsqu'elle ouvre à l'exploitation le quatrième tronçon, de Troyes à Chaumont, de sa ligne de Paris à Mulhouse.
La station devient une gare de bifurcation le 1er septembre 1866, lorsque la Compagnie de l'Est ouvre à l'exploitation sa ligne de Châtillon-sur-Seine à Chaumont (rectifiée depuis en ligne de Bricon à Châtillon-sur-Seine).

La gare au début des années 1900
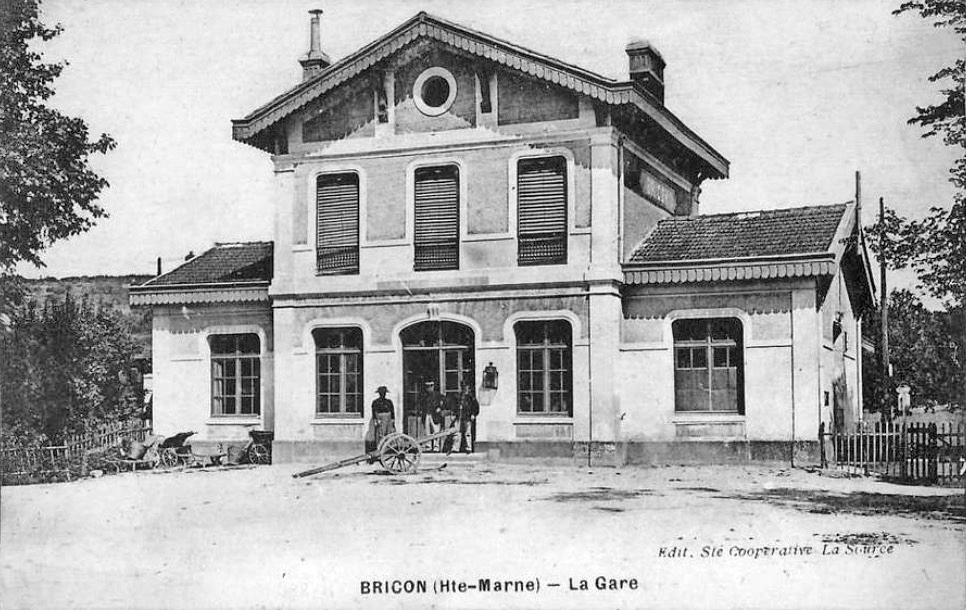
Côté cour.
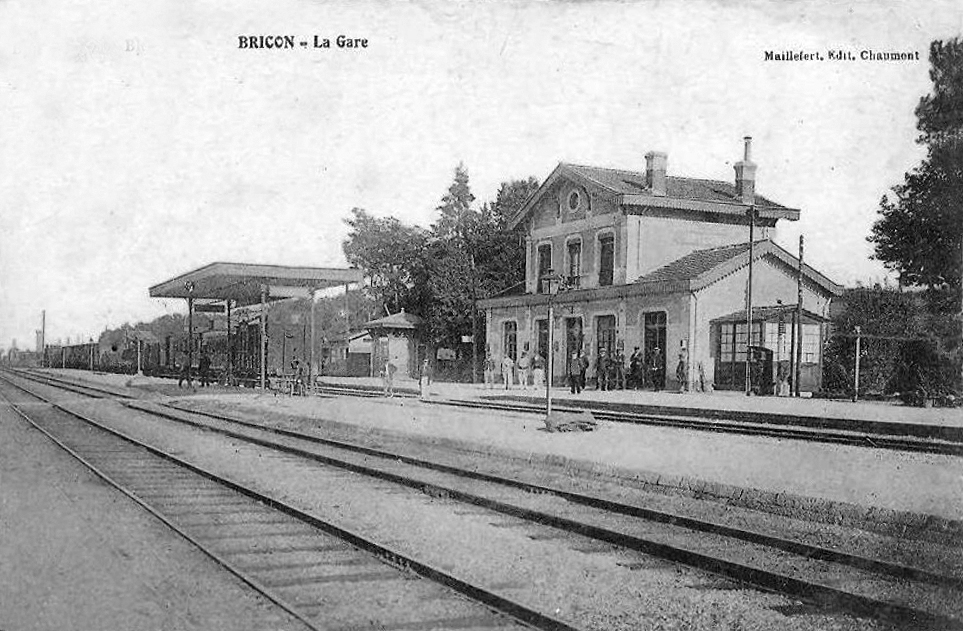
Côté quais.

### Gare de la SNCF (depuis 1938)
La gare est fermée au service des voyageurs le 27 septembre 1997, après une desserte par un dernier train en service régulier.
Le 13 mai 2019, la gare de Bricon est exceptionnellement rouverte au service des voyageurs, avec du personnel, du fait d'importants travaux, sur le viaduc de Chaumont, nécessitant l'arrêt des circulations des trains entre les gares de Bricon et Chaumont jusqu'au 7 juin. Un service de substitution en car, trajet d'environ 20 minutes, est mis en place pour transporter les voyageurs d'une gare à l'autre pour retrouver un train leur permettant de poursuivre leur voyage.
La gare est également rouverte au cours de l'été 2024, pour les mêmes raisons.

## Service des voyageurs
Gare fermée à ce service depuis 1997. Un service de substitution en car TER dessert l'arrêt routier Bricon (La Poste).

## Service des marchandises
Gare ouverte.

## Patrimoine ferroviaire
L'ancien bâtiment voyageurs est toujours présent sur le site au mois de mai 2011.